# F1 Pole Position 64
F1 Pole Position 64 (ヒューマン　グランプリザ。　ニュージェネレーション, Human Grand Prix: The New Generation) é um jogo eletrônico de corrida baseado na temporada de 1996 da Fórmula 1 lançado para o Nintendo 64. O jogo foi desenvolvido pela Human Entertainment e lançado pela Ubisoft em 1997.

## Jogabilidade
O jogo contém todas as pistas da temporada de 1996, numa época em que a temporada começou na Austrália e terminou no Japão. As equipes estão configuradas de acordo com a temporada de 1996 (com Jacques Villeneuve sendo substituído por um piloto genérico conhecido como "Driver-X" devido a Villeneuve não licenciar sua imagem), no entanto, há um recurso de lista incluído, que permite ao jogador redistribuir pilotos para equipes diferentes (incluindo a atribuição do mesmo piloto a mais de uma função) e até mesmo a remoção de um piloto real e substituí-lo por pilotos desconhecidos com o nome "Driver <1~6>" (a imagem do "Driver 2", data de nascimento e nacionalidade correspondem às de Ralf Schumacher, que não tinha começado sua carreira na Fórmula 1 até 1997). Se o jogador terminar em primeiro geral no modo World Grand Prix, ele também pode trocar os motores entre as equipes. A troca de piloto e motor afetará significativamente o desempenho do carro.
O carro pode ser controlado com a alavanca analógica ou direcional padrão no controle do Nintendo 64. O tempo é variável, e mau tempo pode ocorrer no meio de uma corrida. No canto inferior esquerdo da tela, há diferentes indicadores para as condições do carro: um medidor de combustível e cinco indicadores, um para cada parte do carro (em ordem: asas, pneus, suspensão, freios e caixa de câmbio), todos mudando de cor de acordo com às condições do carro, de azul para amarelo, para vermelho, e para vermelho intermitente. Quando um indicador atinge o último, o jogador corre o risco de abandonar a corrida.
O modo principal "Grand Prix" permite aos jogadores progredirem no calendário de corridas, com cada corrida tendo dez voltas; há também o modo "Battle" (formato de corrida única) e modos de contra-relógio. O modo "Battle" permite ao jogador escolher contra quais pilotos correr, bem como opções padrão como voltas e opções de clima. O jogo apresenta danos internos do veículo (ver o canto esquerdo da tela do jogo), mas nenhum externo, além da fumaça que apareceria se um carro explodisse o motor.

## Recepção
A Next Generation fez uma resenha de Human Grand Prix, a versão japonesa do jogo, classificando-o com duas estrelas de cinco, e afirmou que "Este é um jogo para o faminto e desesperado fã da Nintendo que simplesmente precisa ter um jogo de corrida de Fórmula 1, que se dane a qualidade. Se você não está desesperado, esqueça". No entanto, eles descobriram que muito mais trabalho foi feito na versão americana, com menos pop-up e gráficos em geral mais suaves. Eles analisaram que "No geral, o jogo irá satisfazer os entusiastas de Fórmula 1 e pode até atrair fãs de corridas em geral também. Com todas as suas opções de modificação, toneladas de percursos, modos de jogo e, pilotos e percursos reais, F1 Pole Position 64 é um jogo que vale a pena dar uma olhada."
No entanto, a maioria dos revisores comentaram que mesmo com as melhorias feitas para o lançamento nos Estados Unidos, a quantidade de pop-up é inaceitável, os controles são ruins, a música é maçante e genérica, e os sons do motor são agudos e completamente irrealistas. IGN and GamePro também criticaram a falta de qualquer modo para multijogador, embora IGN e Next Generation notaram que os jogadores ainda podem competir entre si usando o Controller Pak para transferir seus recordes. O elogio mais comum para o jogo foi que os cursos são difíceis de dominar.
A IGN criticou que "as pistas parecem quase nada com suas contrapartes da vida real." Glenn Rubenstein, escrevendo para GameSpot, concluiu que "parece bom, mas é a única coisa que tem a seu favor". Na Electronic Gaming Monthly, Kraig Kujawa escreveu: "Para os fãs de simulação de corrida, o F-1 pode valer a pena, mas de outra forma, não se incomode."